# Castil de Vela
Pour les articles homonymes, voir Vela.
Castil de Vela est une commune espagnole de la province de Palencia, dans la communauté autonome de Castille-et-León.